# Phyllocnistis pharetrucha
Phyllocnistis pharetrucha är en fjärilsart som beskrevs av Edward Meyrick 1921. Phyllocnistis pharetrucha ingår i släktet Phyllocnistis och familjen styltmalar. Inga underarter finns listade i Catalogue of Life.